# Beauvais Oise Université Club 2011-2012
Questa voce raccoglie le informazioni riguardanti il Beauvais Oise Université Club nelle competizioni ufficiali della stagione 2011-2012.

## Organigramma societario
Area direttiva
- Presidente: Joël Thiebaut

Area tecnica
- Allenatore: Emmanuel Dumortier, Cédric Dubois

## Rosa
| N° | Nome                    | Ruolo | Data di nascita  | Nazionalità sportiva |
| -- | ----------------------- | ----- | ---------------- | -------------------- |
| 1  | Matija Plesko           | S     | 3 marzo 1976     | Slovenia             |
| 3  | Maxime Gauthier         | P     | 21 luglio 1992   | Francia              |
| 4  | Vladislavs Hotuļevs     | C     | 15 dicembre 1980 | Lettonia             |
| 6  | Florian Lacassie        | S     | 16 novembre 1990 | Francia              |
| 7  | Thomas Dereymez         | P     | 14 dicembre 1990 | Francia              |
| 8  | Swan N'Gapeth           | S     | 9 gennaio 1992   | Francia              |
| 9  | Christophe Songolo      | C     | 28 maggio 1983   | Francia              |
| 10 | Maoni Talia             | S/O   | 30 luglio 1992   | Francia              |
| 11 | Florian Kilama          | S     | 29 marzo 1982    | Francia              |
| 12 | Ondřej Hudeček          | S     | 9 maggio 1981    | Rep. Ceca            |
| 13 | Quentin Marion          | P     | 2 novembre 1984  | Francia              |
| 14 | Itamar Stein            | C     | 12 febbraio 1983 | Israele              |
| 17 | Pavel Bartík            | S/O   | 19 marzo 1981    | Slovacchia           |
| 18 | Achilleas Papadīmītriou | L     | 18 agosto 1980   | Grecia               |